# Sticky Fingaz
Кирк Джонс (англ. Kirk Jones; род. 3 ноября 1973 года, Бруклин, Нью-Йорк), более известный под сценическим псевдонимом Sticky Fingaz (с англ. — «Липкие пальцы») — американский рэпер, музыкальный продюсер, актёр, кинорежиссёр, монтажёр, сценарист и участник мультиплатиновой хардкор-рэп-группы Onyx.
Sticky Fingaz был открыт Jam Master Jay из группы Run-D.M.C., который подписал группу Onyx на свой лейбл JMJ Records при условии, что Стики будет в составе группы. Его фирменное косоглазие, хриплый голос и безграничная твёрдость характера принесли группе власть, и он стал её фронтменом. Группа Onyx выпустила три топовых продаваемых альбома, прежде чем Sticky Fingaz начал свою сольную карьеру. В составе группы Onyx в 1994 году Sticky Fingaz был номинирован на премию «Любимый новый рэп/хип-хоп-артист» на церемонии American Music Awards и победил в номинации «Лучший рэп-альбом» на церемонии Soul Train Music Awards. За свою музыкальную карьеру Sticky Fingaz продал более 25 миллионов альбомов.
В составе группы Onyx Sticky Fingaz принёс в хип-хоп слэм, манеру исполнять песни мрачным голосом, моду брить голову наголо, установил новую тенденцию лить воду в толпу во время концерта, первым начал заниматься стейдж-дайвингом, придумал слово «phat» для хип-хопа, создал логотип группы Onyx, стрелял на церемонии The Source Awards.
Sticky Fingaz снялся в более чем 80 фильмах и телешоу. В 1993 году он дебютировал в кино в удостоенной наградой драме Фореста Уитакера «На мели». Снимался в таких художественных фильмах, как «Толкачи», «Гонка», «На дне бездны», «Возмездие» и «Точка разлома». Однако наибольшую известность получил благодаря роли Тайрона в комедии «Следующая пятница». Он дебютировал на телевидении в сериалах «Полицейские под прикрытием» и «Детектив Нэш Бриджес», а также сыграл супергероя Блэйда в одноимённом телесериале. Появлялся в эпизодах таких сериалов как  «Щит», «Платина», «C.S.I.: Место преступления Майами» и других.
Sticky Fingaz написал сценарий, спродюсировал, срежиссировал и снялся в двух полнометражных фильмах, сделанных полностью в жанре хип-хопера через свою производственную компанию Major Independents: «Один день из жизни» и «Попавшие на плёнку». Оба фильма были выпущены кинокомпанией Lions Gate Films. Компания Major Independents создала и выпустила в 2008 году два фильма, посвящённых группе Onyx: Onyx: 15 Years of Videos, History & Violence и Onyx Live Overseas: Da Illest Show On Earth 2008. Компания Major Independents выпустила свой первый документальный фильм под названием How To Make A Major Independent Movie в 2015 году. В 2019 году Фингаз выпустил фильм It’s About T.I.M.E. в формате «цифровой альбом-фильм», созданный рэпером.

## Биография

### Ранняя жизнь
Кирк Джонс родился в больнице Kings County Hospital Center 3 ноября 1973 года. Он вырос в районе Флэтбуш в Бруклине. Когда он был ребёнком, он хотел быть диджеем: 
«…Я хотел быть диджеем тогда, потому что я хотел управлять музыкой. Тогда я записывал музыку с радио, в конце 80-х. Я сказал своей маме, что я хочу проигрыватель виниловых пластинок на Рождество, когда мне было 12 или 13 лет, и она купила мне какой-то старомодный проигрыватель. И вы знаете, с прямым тонармом, как раз для скрэтчинга. У меня был этот проигрыватель и микшер, и у меня были все записи на тот момент: Sparky D, UTFO, Run-D.M.C. Таким образом, я пытался быть диджеем»

Но потом он решил стать рэпером:. 
«…Я был немного диджеем, но я всегда писал рифмы. Я ходил в плохие школы, и я рифмовал в кафетериях, снаружи на улице, сражаясь в баттлах против всех»
Его отец покинул семью, когда Кирку было 11 лет:
«…В последний раз я видел своего отца, когда моя мама вызвала этого ниггера в суд. Я стоял снаружи дома, курил сигарету, и он сказал: 'Ты знаешь, что эти штуки будут тормозить твой рост'. И это было последнее слово, которое я услышал от него. Мне пришлось самому научиться быть мужчиной.» The Source Magazine #135 (December, 2000)

### Lo-Lifes
Согласно интервью с DJ Vlad, Кирк никогда не был частью банды Decepticons, но он был частью банды Lo-Lifes, Бруклинской местной банды. Банда Lo-Lifes была в основном известна воровством. Поэтому он взял себе прозвище Sticky Fingaz (с англ. — «Липкие пальцы»). Фингаз вспоминает то время:
«…Когда я был молод, мне было всё равно, я жил одним днём. Единственная причина, по которой я ходил в среднюю школу, заключалась в том, чтобы угодить моей маме.» The Source Magazine #135 (December, 2000)

### Nu Tribe Barbershop
Когда его мать перевезла семью в Блумфилд, штат Нью-Джерси, после небольшого пребывания в штате Джорджия, она записала его в Манхэттенскую Школу Искусства и Дизайна (Art and Design High School). Она надеялась, что Кирк, у которого был дар к рисованию, сосредоточит своё внимание на своём таланте. Но другие интересы тянулись к тревожному подростку. Его двоюродный брат Фред, также известный как Fredro Starr, работал парикмахером в Бруклине, когда он учился в средней школе. У Фреда было портфолио — умение стричь волосы различным дизайном. Кирк, который любил зависать с парикмахерами, играть с девушками и продавать немного травки, начал вынашивать план:
«…Парикмахерская была там, где она была. Нью-Джерси находился далеко как сам ад. Я родом из Нью-Йорка. И у меня уходило около часа, чтобы добраться до школы. Я сказал: 'В жопу всё, я хочу жить с моими людьми'. И я это сделал». The Source Magazine #135 (December, 2000)

В 1990, в возрасте 16 лет Кирк уехал из дома своей матери сначала обратно в Бруклин, а потом в Джамейка (Куинс), чтобы жить со своим кузеном Фредро.
«…Мы все жили в районе Сауфсайд в Куинсе, а Стики жил в Бруклине. Стики переехал в Куинс в 1990 году. Он занимался своей сольной карьерой, но мы все собрались вместе, чтобы объединить наши силы.» Hip Hop Connection Magazine #79 (September, 1995)
Он также хотел работать парикмахером. Но ему нужно было портфолио. Таким образом, Стик сделал фотокопию портфолио Фреда, отправился на поезд в парикмахерскую в Куинсе, заявив, что сможет стричь по-своему и начал стричь, придумав свои собственные дизайны — при этом продавая травку за спинкой стула. В этой парикмахерской Фред и Кирк будут зарабатывать деньги, пока они не услышат по радио свою песню «Throw Ya Gunz» в ноябре 1992 года.

### Ночные клубы
В то же время Фредро вместе со своим кузеном Кирком Джонсом, известным тогда как MC Trop, посещали ночные клубы Нью-Йорка. Парни носили зелёные дреды и одевались в ботинки Dr. Martens. В интервью с Unkut, хип-хоп-артист B-1 описал свою дружбу с Фредро и Стики:
«…Да, это правда! Fredro также мой друг. Sticky Fingaz мы звали Trop, я не знал его тогда как Sticky. Я знал его как Tropical. Фред стриг мои волосы, я знал этих чуваков давно. Они раньше работали в парикмахерской „New Tribe Barbershop“. Их первой песней была песня „Ah, And We Do It Like This“ на лейбле Profile Records. У них раньше был другой стиль, но это было стильно тогда. Клубный стиль.»
В 1990 году был снят документальный фильм о танцорах Нью-Йорка — House Of Tres, в котором также случайно засветились Фредро и его кузен Стики.

## Музыкальная карьера

### 1991: Jam Master Jay
Fredro Starr, Big DS и Suave (также известный как Sonny Seeza) встретили Jam Master Jay в автомобильной пробке на ежегодном фестивале The Jones Beach GreekFest Festival for the African-American College students 13 июля 1991 года. Джей дал им около двух месяцев, чтобы сделать демозапись. Suave и Big DS не смогли прийти на студию, они находились в штате Коннектикут, потому что они были замешаны в деле с ограблением. Поэтому Jeff Harris, менеджер Onyx, попросил Фредро прийти на студию со своим кузеном, Kirk Jones, который на тот момент делал сольную карьеру под именем Trop и работал в парикмахерской, делая тысячу долларов в неделю, постригая волосы старшеклассников. Фредро и Стики записали две песни: «Stik 'N' Muve» и «Exercise».
«…Когда мы пришли в студию, мы сделали две записи. Одна из них называлась 'Stick and Move', а другая называлась 'Exercise'. И обе эти записи были сумасшедшими! Когда Джей услышал песни, он сказал: „Йоу, я люблю эту группу“.»
 Фредро и Джей были в его машине Mercedenz-Benz и слушали демокассету Onyx. Как только Джей услышал песню «Stik 'N' Muve», он сказал: «Что это такое! Прибавь громкости! Это то, о чём я говорю! Мне нужно 12 песен наподобие этой». И вот как Стики присоединился к группе, поскольку Джей сказал: «Если Стики не будет в группе, не будет никакой группы!». Сначала Jam Master Jay подписал группу на свой лейбл JMJ Records на выпуск сингла, затем на выпуск EP, но они сделали 10 песен на бюджет 6 песен, поэтому Расселл Симмонс подписал с ними контракт на выпуск полноценного альбома.

### Sticky Fingaz
Имя Sticky Fingaz появилось от Suave, также известного как Sonny Seeza, который придумал имена Sticky Fingaz и Mickey Billy для персонажей Кирка Джонса и Фредро Старра для песни «Stik 'N' Muve».
«…Это рассказ о шоу Стики Фингаза и Микки Билли. Это история про ограбление.» (строчка из песни Onyx «Stik 'N' Muve»)
Стики объяснял свой псевдоним как «Всё, к чему я прикасаюсь, я беру» («Everything I touch I take»):
«…Так что я урвал этот кусок пирога. Для парнишки с липкими пальцами, всё, к чему я прикасаюсь, я берую» (строчка из песни Onyx «Here 'N' Now»)

### 1991—1999: Годы на лейбле Def Jam
В 1993 году группа Onyx выпустила их дебютный альбом Bacdafucup на лейбле JMJ Records, привязанный к лейблу Def Jam через ещё один лейбл Rush Associated Labels. Альбом оказался коммерческим успехом и, в конце концов, стал мультиплатиновым, в основном благодаря известному синглу «Slam», который также стал платиновым. Затем группа Onyx выпустила на лейбле JMJ Records ещё два альбома: All We Got Iz Us и Shut ’Em Down. JMJ Records и Onyx были официально исключены из Def Jam в «Чёрный четверг» — 21 января 1999 года — потому что лейбл PolyGram, который в 1994 году купил у Sony 50 % лейбла Def Jam, был продан Seagram 10 декабря 1998 года.

Только 4 года назад Onyx «спасли Def Jam», как выразился Sticky Fingaz, но теперь они надеялись, что лейбл сохранит их. Их третий — и то, что станет их заключительным альбомом в Def Jam, Shut ’Em Down, едва ли стал «золотым».
"…Наше единство с Jam Master Jay было разрушено, наше единство с лейблом было разрушено, — говорит Стики, который однажды пришёл в офис и устроил истерику. «Я вышел из себя, я сбрасывал со стены золотые и платиновые таблички альбомов, раскидывал их повсюду, я был взбешён.»

### Сольная карьера
Именно тогда он начал продюсировать биты и сниматься в фильмах таких, как Следующая пятница, а также сыграл роль в фильме спродюсированном Master P под названием Lockdown. Прежде, чем Стики смог представить миру персонажа Кирка Джонса, ему нужен был новый лейбл, который поделился бы его видением. Сначала он отказался от лейбла Def Jam. Делая выбор в пользу денег и контроля, Стик уклонился от экстраординарного продюсера Доктора Дре, с которым он работал над треком «Remember Me?» для альбома Эминема Marshall Mathers LP. Именно лейбл Universal дал ему его 40 акров и несколько мулов.
«…Universal удвоил деньги, которые мне предлагал Дре», — говорит Фингаз. «Universal — это то же самое дерьмо, что и Def Jam, это просто другая машина. В Def Jam мы курили косяки в коридоре. В Universal мы курим косяки в офисе.» The Source Magazine #135 (December, 2000)
Он выпустил свой дебютный сольный альбом в 2001 году, который был назван Black Trash: The Autobiography of Kirk Jones, концептуальный альбом, который рассказывает выдуманную жизнь Кирка Джонса в стиле сюжетной линии, начиная со дня, когда он был освобождён из тюрьмы, и заканчивая его смертью. Альбом имел успех у критиков, как очень креативный со значительным содержанием, хотя он не получил большого коммерческого признания, несмотря на то, что в записи альбома приняли участие такие известные артисты, как Eminem, Raekwon, Redman и Canibus.

Стики был горд за Black Trash, но он настаивает, что это не о нём. Это определённо его голос, несомненно, его идеи в альбоме, но это не его автобиография; это автобиография Кирка Джонса, который, по словам Фингаза, является персонажем.
«…Это не моя автобиография. Это автобиография Кирка Джонса, которого играет Стики Фингаз.» The Source Magazine #135 (December, 2000)
В 2003 году он выпустил свой второй альбом Decade: "...but wait it gets worse", который был менее воспринят критиками и получил ещё меньшее признание, в записи альбома приняли участие Fredro Starr и Омар Эппс.

### Гостевые проекты
Он сотрудничал с различными артистами, в том числе с Эминемом в его альбоме Marshall Mathers LP, и Снуп Доггом в его альбоме No Limit Top Dogg. Его куплет в альбоме Marshall Mathers LP в песне «Remember Me?» предназначался для альбома Dr. Dre, но Эминем так сильно любил этот куплет, что он настаивал на том, чтобы он был в его альбоме. Он также появился в альбомах MC Eiht (Underground Hero), Biohazard (New World Disorder), Lord Tariq & Peter Gunz (Make It Reign), Pete Rock (Soul Survivor), Mobb Deep (The Infamous Archives), Dead Prez (Turn Off The Radio Vol 2), и других, а также на разных треках Benzino (Go Hard Remix), Knoc-Turn’Al (Eastwest Shyt), Da 5 Footaz (Unleash), Bang Em Smurf & Domination (One Way Or Another) и других.

## Другие проекты

### Актёрская карьера
Он также снялся в нескольких фильмах и телесериалах, например, Platinum, Блэйд — в роли охотника за вампирами Блэйда, в фильме Полёт Феникса в роли Джереми, в Следующей пятнице в роли Тайрона, а также в роли Сэдрика в фильме ужасов Лепрекон 6: Домой. Он также принимал участие в озвучке видеоигр Def Jam: Fight for NY и Def Jam: Icon под именем Wink.
Sticky Fingaz написал сценарий, спродюсировал, срежиссировал и снялся в двух полнометражных фильмах, сделанных полностью в жанре «хип-хопера» через свою производственную компанию Major Independents: A Day In The Life (с англ. — «Один день из жизни») и Caught On Tape (с англ. — «Попавшие на плёнку»). Оба фильма были выпущены кинокомпанией Lions Gate Films.

### Производство фильмов
В 2001 году Джонс запустил свою производственную и мультимедийную компанию под названием Major Independents, расположенную в округе Вудленд-Хиллз в городе Лос-Анджелес в Калифорнии, США. Компания выпустила и занималась дистрибуцией на DVD нескольких успешных независимых фильмов.
Компания Major Independents создала и выпустила в 2008 году два фильма, посвящённых группе Onyx: Onyx: 15 Years of Videos, History & Violence и Onyx Live Overseas: Da Illest Show On Earth 2008. Компания Major Independents выпустила свой первый документальный фильм под названием How To Make A Major Independent Movie в 2015 году.
Фингаз выпустил фильм It’s About T.I.M.E. (с англ. — «История самого безумного человека в мире») через свою производственную компанию Major Independents 14 февраля 2019 года. Sticky Fingaz не только написал сценарий для этого фильма, но и представил себя в качестве режиссёра, оператора и продюсера фильма, а также сыграл в нём роль. Особенностью этого фильма является формат, в котором он был выпущен — «цифровой альбом-фильм» (англ. Digital Album Movie), созданный рэпером.

## Разногласия

### Инцидент на церемонии The Source Awards
25 апреля 1994 года, в Нью-Йорке прошла самая первая ежегодная церемония вручения премии The Source Awards. Во время исполнения песни «Throw Ya Gunz» Стики Фингаз несколько раз выстрелил в воздух из пистолета боевыми патронами. Сразу после этого выступления охранники этой церемонии накинулись на Стики и хотели отнять пистолет, но они ничего у него не нашли. Хоть это и не показали по телевидению, но инцидент был заснят на любительскую камеру, и его можно увидеть в документальном фильме Onyx: 15 Years of Videos, History & Violence (2008).

### Kodak Black
16 марта во время живой трансляции в Инстаграме 21-летний рэпер Kodak Black рассказал о предполагаемом инциденте, в котором он якобы напал на ветерана хип-хопа Восточного побережья. Kodak утверждал, что всё началось после того, как Sticky Fingaz зашёл в его туристический автобус с «энергией старой головы»; однако, рэпер из Флориды не смог раскрыть события, приведшие к предполагаемой физической ссоре, и даже не сказал, когда произошёл этот предполагаемый инцидент. Kodak продолжил, сказав, что он в конечном итоге схватил сумку Стики Фингаза и нашёл в ней пистолет и попытался использовать его на рэпере из группы Onyx, но понял, что оружие было поддельным. Спустя неделю Стики Фингаз выпустил дисс-трек на Кодака под названием «Bust Down» (с англ. — «Я вышибу дверь и набью тебе рожу»). Трек стал доступен на сайте Стики Фингаза, но для того, чтобы прослушать его, пользователи сайта должны были купить его новый «цифровой альбом-фильм» It’s About T.I.M.E..

## Дискография
Студийные альбомы
- 2001: Black Trash: The Autobiography of Kirk Jones
- 2003: Decade: "...but wait it gets worse"
- 2019: It’s About T.I.M.E.

Микстейпы
- 2009: Stickyfingaz.com (февраль 2009 года)
- 2010: God Of The Underground (21 апреля 2010 года)

Саундтреки
- 2009: A Day In The Life (14 июля 2009 года)
- 2013: Caught On Tape (5 февраля 2013 года)

## Фильмография
| Год       |    | Русское название                      | Оригинальное название             | Роль                          |
| --------- | -- | ------------------------------------- | --------------------------------- | ----------------------------- |
| 1993      | тф | На мели                               | Strapped                          | парень в очереди              |
| 1995      | ф  | Толкачи                               | Clockers                          | учёный                        |
| 1995      | ф  | Мёртвые президенты                    | Dead Presidents                   | Мартин                        |
| 1995—1997 | с  | Полицейские под прикрытием            | New York Undercover               | убийца / Халил                |
| 1997      | с  | Хорошие новости                       | The Good News                     | н/д                           |
| 1997      | с  | 413 Хоуп-стрит                        | 413 Hope St.                      | н/д                           |
| 1998      | ф  | Гонка                                 | Ride                              | Братан Икс                    |
| 1998      | ф  | —                                     | Le New Yorker                     | парень из Гарлема             |
| 1999      | ф  | На дне бездны                         | In Too Deep                       | Оззи                          |
| 1999      | ф  | Чёрное и белое                        | Black and White                   | в роли самого себя            |
| 1999      | ф  | День игры                             | Game Day                          | Уилли                         |
| 1999      | с  | Детектив Нэш Бриджес                  | Nash Bridges                      | Марио Баптисте                |
| 1999      | с  | Паркеры                               | The Parkers                       | Дуэйн                         |
| 1999      | ф  | Очки любви                            | Love Goggles                      | Джейсон                       |
| 2000      | ф  | Следующая пятница                     | Next Friday                       | Тайрон                        |
| 2000      | с  | 18 колес правосудия                   | 18 Wheels of Justice              | стрелок                       |
| 2000      | ф  | —                                     | Boricua’s Bond                    | н/д                           |
| 2000      | ф  | Взаперти                              | Lockdown                          | Бродвей                       |
| 2000      | ф  | Лос-Анджелес                          | The Price of Air                  | Ди                            |
| 2000      | ф  | —                                     | The Playaz Court                  | Ти-Боун                       |
| 2001      | ф  | Воровка                               | Lift                              | Квик                          |
| 2001      | ф  | Парк Макартура                        | MacArthur Park                    | И-Макс                        |
| 2002      | ф  | —                                     | L.A.X.                            | Леон                          |
| 2002      | ф  | Кровавое шоу                          | Reality Check                     | Брок                          |
| 2002      | с  | Сумеречная зона                       | The Twilight Zone                 | Рики                          |
| 2002      | с  | Правое дело                           | Just Cause                        | н/д                           |
| 2002—2006 | с  | Щит                                   | The Shield                        | Керн Литтл                    |
| 2003      | в  | Малибути                              | Malibooty!                        | Рэймонд                       |
| 2003      | в  | Делай или сдохни                      | Ride or Die                       | Демис                         |
| 2003      | в  | Лепрекон 6: Домой                     | Leprechaun: Back 2 tha Hood       | Седрик                        |
| 2003      | с  | Платина                               | Platinum                          | Грейди Рэймс                  |
| 2003      | в  | Горячие части                         | Hot Parts                         | Тоби                          |
| 2004      | ки | —                                     | Def Jam: Fight for NY             | Стики                         |
| 2004      | в  | Возмездие                             | Doing Hard Time                   | Эдди Математик                |
| 2004      | ф  | Полёт Феникса                         | Flight of the Phoenix             | Джереми                       |
| 2004      | ф  | В ритме любви                         | True Vinyl                        | Пауэр Зи                      |
| 2004      | ф  | Газ                                   | Gas                               | Крейг                         |
| 2005      | тф | Дом мёртвых 2                         | House of the Dead II              | Далтон                        |
| 2005      | с  | Там                                   | Over There                        | рядовой Морис «Смоук» Уильямс |
| 2005      | ки | —                                     | Law & Order: Criminal Intent      | детектив Гарри Уильямс        |
| 2005—2011 | с  | C.S.I.: Место преступления Майами     | CSI: Miami                        | Лео Кендри / Скотт Оуэнс      |
| 2006      | с  | Блэйд                                 | Blade: The Series                 | Блэйд                         |
| 2007      | с  | Закон и порядок: Преступное намерение | Law & Order: Criminal Intent      | детектив Гарри Уильямс        |
| 2007      | ки | —                                     | Def Jam: Icon                     | Уинк                          |
| 2007      | с  | Скажи мне, что любишь меня            | Tell Me You Love Me               | Терранс                       |
| 2008      | ф  | Сказки на ночь                        | Nite Tales: The Movie             | Дайс                          |
| 2009      | с  | Зверь                                 | The Beast                         | Сизар                         |
| 2009      | с  | Чёрная метка                          | Burn Notice                       | Феликс Коул                   |
| 2009      | ф  | Преступники                           | Dough Boys                        | Дьюс                          |
| 2009      | ф  | Карма                                 | Karma, Confessions and Holi       | Рич Смут                      |
| 2009      | ф  | Один день из жизни                    | A Day In The Life                 | Стики                         |
| 2009      | ф  | —                                     | Steppin: The Movie                | Седрик                        |
| 2009      | ф  | Точка разлома                         | Breaking Point                    | Ричард Аллен                  |
| 2009      | с  | Адвокатская практика                  | Raising the Bar                   | мистер Кантуэлл               |
| 2010      | с  | Морская полиция: Лос-Анджелес         | NCIS: Los Angeles                 | Рашад «Слайд» Холландер       |
| 2010      | ф  | Единожды падший                       | Once Fallen                       | Лешон                         |
| 2010      | в  | Любовные хроники: Тайны раскрыты      | Love Chronicles: Secrets Revealed | Кевин                         |
| 2010      | с  | Риццоли и Айлс                        | Rizzoli & Isles                   | н/д                           |
| 2010      | ф  | Красотки                              | Hard Breakers                     | Шей                           |
| 2011      | ф  | Фанатская зависимость                 | Fanaddict                         | Алекс                         |
| 2012      | с  | Нью-Йорк 22                           | NYC 22                            | Монста Уайт                   |
| 2012      | ф  | Замена игры                           | Changing the Game                 | Крейг                         |
| 2012      | ф  | Сумасшедшие скорости                  | Speed Demons                      | н/д                           |
| 2013      | ф  | Попавшие на плёнку                    | Caught On Tape                    | Марк                          |
| 2013      | ф  | —                                     | Vampire Riderz                    | н/д                           |
| 2013      | ф  | Бруклинский рыцарь                    | Brooklyn Knight                   | Найт                          |
| 2014      | ф  | Мотель                                | Motel                             | Лизард                        |
| 2014      | ф  | Мёртвое море                          | The Dead Sea                      | сержант Брукс                 |
| 2015      | с  | Голубая кровь                         | Blue Bloods                       | Клинтон Уоллас                |
| 2015      | тф | —                                     | The Road Movie                    | в роли самого себя            |
| 2016      | с  | Однажды ночью                         | The Night Of                      | заключённый                   |
| 2016      | с  | —                                     | The Grind TV 1.0                  | Стики                         |
| 2016      | с  | Практически правда о Николь           | *Loosely Exactly Nicole           | Малыш Строук                  |
| 2016—2017 | с  | Империя                               | Empire                            | Брикк                         |
| 2017      | ф  | Бесстрашный                           | The Fearless One                  | Тре                           |
| 2017      | с  | —                                     | Grown Folks                       | Фэтси Балджер                 |
| 2019      | тф | Фанатка                               | Fanatic                           | Соса                          |
| 2019      | с  | —                                     | Broken Ground                     | н/д                           |
| 2019      | ф  | Райский город                         | Paradise City                     | шеф Фрэнк Мердок              |

## Синдикации

### Видео игры
- Rap Jam: Volume One (1995) – Sticky Fingaz[26]
- Def Jam: Fight for NY (2004)  – Sticky Fingaz

## Награды и номинации
В 1994 году альбом группы Onyx Bacdafucup был номинирован на премию «Любимый новый рэп/хип-хоп-артист» на церемонии American Music Awards и победил в номинации «Лучший рэп-альбом» на церемонии Soul Train Music Awards.
| Год  | Награда                      | Номинированная работа                   | Категория                        | Результат |
| ---- | ---------------------------- | --------------------------------------- | -------------------------------- | --------- |
| 1994 | American Music Awards        | «Bacdafucup»                            | Rap/Hip-Hop New Artist           | Номинация |
| 1994 | 1994 Soul Train Music Awards | «Bacdafucup»                            | Best Rap Album                   | Победа    |
| 2020 | ASCAP Pop Music Awards       | Travis Scott — «Sicko Mode» (as writer) | The most performed songs of 2019 | Победа    |
| 2020 | ASCAP Pop Music Awards       | Travis Scott — «Sicko Mode» (as writer) | The top streamed songs of 2019   | Победа    |